# Alice e i giorni della droga
Alice e i giorni della droga (Go Ask Alice) è un film per la TV del 1973 tratto dal libro Alice: i giorni della droga.

## Trama
Alice è una quindicenne americana di buona famiglia, un po' timida e con qualche problema di comunicazione con gli apprensivi genitori. La ragazza, che si è appena trasferita a causa del lavoro del padre, un professore di inglese, confessa al suo diario i suoi pensieri e le sue paure. Tuttavia nella nuova scuola fa amicizia con Beth, un'altra ragazza insicura e anticonvenzionale. Ma quando le due si separano durante le vacanze estive, Alice entra in contatto con il gruppo di ragazzi popolari della scuola, che durante una festa la introducono a sua insaputa nel mondo degli allucinogeni. La ragazza abbandona la sua amica Beth e continua a frequentare i ragazzi popolari, diventando sempre più dipendente dalle droghe, che sono l'unica cosa che la rendono felice. Alice viene successivamente coinvolta nello spaccio di stupefacenti e in seguito scapperà anche di casa. Dopo essere tornata dai genitori, questi tentano di aiutarla nel miglior modo possibile. Alice è determinata a fare del suo meglio, ma la ragazza deve affrontare i suoi ex amici, che le fanno assumere stupefacenti contro la sua volontà mandandola in overdose. Alice viene internata in una clinica e dopo la convalescenza frequenta dei centri di recupero. La vita della ragazza inizia ad andare per il verso giusto: torna ad essere amica di Beth e si fidanza con Joel, un bravo ragazzo. Proprio quando tutto sembra andare per il meglio, la storia si conclude con la voce narrante della madre di Alice, che comunica che la figlia è misteriosamente morta di overdose.

## Distribuzione
Il film è stato mandato in onda per la prima volta il 24 gennaio 1973 dalla ABC nel programma ABC Movie of the Week, mentre in Italia è stato trasmesso il 2 marzo 1981 dalle televisioni locali.

## Accoglienza
Il film venne pubblicizzato come una pellicola antidroga tratta da una storia vera. ABC produsse anche copie del film da proiettare nelle scuole e nelle chiese. Il film ottenne buone recensioni (un critico lo definì il miglior dramma antidroga per la TV), sebbene fu anche criticato per la mancanza della complessità del libro e per non offrire alcuna soluzione alla tossicodipendenza adolescenziale. La sceneggiatura venne nominata agli Emmy.